# Territoire du Montana
1863–1890
Entités précédentes :
- Territoire de l'Idaho

Entités suivantes :
- Montana

Le territoire du Montana est un territoire des États-Unis qui exista entre 1864 et 1889.
Il fut constitué à partir de la section nord-est du territoire de l'Idaho par le Congrès des États-Unis et sa création ratifiée par Abraham Lincoln le 28 mai 1864. Son territoire s'étendait au nord de la latitude du 46°30'N et sur le versant oriental de la ligne continentale de partage des eaux (ligne de partage des eaux), intégrant également le territoire situé entre celui-ci et la chaîne de Bitteroot.
La frontière entre territoires de Washington et du Dakota était à l'origine le long de la ligne de partage des eaux, qui n'avait pas encore à l'époque été cartographiée de manière rigoureuse; l'idée était de faire de même pour délimiter la séparation entre Montana et Idaho. Mais lorsqu'une équipe cartographique fut envoyée sur place pour faire un relevé officiel, celle-ci suivit la mauvaise crête et s'éloigna de la ligne de partage, avec pour résultat un territoire de l'Idaho plus petit que prévu. Les frontières ne furent pas redessinées.
Une proposition de loi pour la création de plusieurs États dont celui de Montana nommée l’Enabling Act of 1889 fut votée le 22 février 1889 sous la présidence de Grover Cleveland. Après le départ de ce dernier, il revint à son successeur, Benjamin Harrison, de signer la proclamation officielle admettant l'État du Montana comme État de l'Union le 8 novembre 1889.